# Christophe Dugarry
Christophe Dugarry (Lormont, 24 de março de 1972) é um ex-futebolista francês que atuava como atacante. Foi campeão da Copa do Mundo de 1998 pela Seleção Francesa.

## Carreira

### Bordeaux
Dugarry se profissionalizou no Bordeaux, em 1988.

### Marseille
Em 1999 quando atuava pelo Olympique de Marseille, foi detectado a substância proibida nandrolona em seu teste anti-dopagem.

## Seleção
Dugarry fez sua estreia em 26 de maio de 1994, contra a Austrália.
Seu primeiro torneio foi a Euro 1996.

## Títulos
Bordeaux
- Ligue 2: 1991–92
- Copa Intertoto da UEFA: 1995
- Coupe de la Ligue: 2001–02

Barcelona
- La Liga: 1997–98

França
- Copa do Mundo FIFA: 1998
- Eurocopa: 2000
- Copa das Confederações: 2001